# Mistrzostwa Europy w Zapasach 1987
42. Mistrzostwa Europy w zapasach odbywały się w maju, w stylu klasycznym w Hakametsän jäähalli w fińskim Tampere a stylu wolnym w Wielkim Tyrnowie w Bułgarii.

## Styl klasyczny

### Medaliści
| Konkurencja | Złoto              | Srebro          | Brąz             |
| ----------- | ------------------ | --------------- | ---------------- |
| -48 kg      | Vincenzo Maenza    | Bratan Cenow    | Siergiej Suworow |
| -52 kg      | Andrij Kałasznikow | Csaba Vadász    | Roman Kierpacz   |
| -57 kg      | Keijo Pehkonen     | Emił Iwanow     | Patrice Mourier  |
| -62 kg      | Żiwko Wangełow     | Wasilij Woznij  | Jenő Bódi        |
| -68 kg      | Asłaudin Abajew    | Jerzy Kopański  | Tapio Sipilä     |
| -74 kg      | Däulet Turłychanow | Jouko Salomäki  | Dobri Iwanow     |
| -82 kg      | Siergiej Nasiewicz | Bogdan Daras    | Tibor Komáromi   |
| -90 kg      | Władimir Popow     | Atanas Komszew  | Harri Koskela    |
| -100 kg     | Ilija Georgiew     | Vasile Andrei   | Jörg Kotte       |
| +100 kg     | Igor Rostorocki    | Tomas Johansson | Rangeł Gerowski  |

### Tabela medalowa
| Lp. | Państwo   | Złoto | Srebro | Brąz |
| --- | --------- | ----- | ------ | ---- |
| 1   | ZSRR      | 6     | 1      | 1    |
| 2   | Bułgaria  | 2     | 3      | 2    |
| 3   | Finlandia | 1     | 2      | 2    |
| 4   | Włochy    | 1     | 0      | 0    |
| 5   | Polska    | 0     | 2      | 1    |
| 6   | Węgry     | 0     | 1      | 2    |
| 7   | Rumunia   | 0     | 1      | 0    |
|     | Szwecja   | 0     | 1      | 0    |
| 9   | NRD       | 0     | 0      | 1    |
|     | Francja   | 0     | 0      | 1    |

## Styl wolny

### Medaliści
| Konkurencja | Złoto                | Srebro              | Brąz              |
| ----------- | -------------------- | ------------------- | ----------------- |
| -48 kg      | Marian Awramow       | Alin Păcuraru       | Mario Willomeit   |
| -52 kg      | Walentin Jordanow    | Władimir Toguzow    | Arslan Seyhanlı   |
| -57 kg      | Siergiej Biełogłazow | Zoran Šorov         | Georgi Kałczew    |
| -62 kg      | Xəzər İsayev         | Karsten Polky       | Marian Skubacz    |
| -68 kg      | Arsen Fadzajew       | Jeorjos Atanasiadis | Simeon Szterew    |
| -74 kg      | Adłan Warajew        | Pekka Rauhala       | Fevzi Şeker       |
| -82 kg      | Aleksandyr Nanew     | Władimir Modosian   | Jozef Lohyňa      |
| -90 kg      | Macharbiek Chadarcew | Efraim Kamberow     | Reşit Karabacak   |
| -100 kg     | Leri Chabiełow       | Vasile Pușcașu      | Georgi Karaduszew |
| +100 kg     | Zaza Turmanidze      | Andreas Schröder    | Atanas Atanasow   |

### Tabela medalowa
| Lp. | Państwo        | Złoto | Srebro | Brąz |
| --- | -------------- | ----- | ------ | ---- |
| 1   | ZSRR           | 7     | 2      | 0    |
| 2   | Bułgaria       | 3     | 1      | 4    |
| 3   | NRD            | 0     | 2      | 1    |
| 4   | Rumunia        | 0     | 2      | 0    |
| 5   | Grecja         | 0     | 1      | 0    |
|     | Finlandia      | 0     | 1      | 0    |
|     | Jugosławia     | 0     | 1      | 0    |
| 8   | Turcja         | 0     | 0      | 3    |
| 9   | Czechosłowacja | 0     | 0      | 1    |
|     | Polska         | 0     | 0      | 1    |